# جيم برادبري
جيم برادبري (بالإنجليزية: Jim Bradbury)‏ هو مؤرخ بريطاني، ولد في 27 فبراير 1937.